# Jungdeutsche Partei in Polen

Emblem: Jungdeutsche Partei für Polen

Die Jungdeutsche Partei in Polen (JdP) (polnisch: Partia Młodoniemiecka w Polsce) war eine politische Partei der deutschen Minderheit in der Zweiten Polnische Republik. Sie wurde 1921 als Deutscher Nationalsozialistischer Verein für Polen in Bielitz gegründet und benannte sich am 29. Mai 1930 in Jungdeutsche Partei um.

## Geschichte
Der Deutsche Nationalsozialistische Verein für Polen wurde 1921 in Bielitz im Teschener Schlesien gegründet, das bis zum Ende des Ersten Weltkriegs zu Österreich-Ungarn gehört hatte. Er stand in der Tradition der deutschnationalen „Schutzbewegung“ (Deutscher Schulverein) im Vielvölkerstaat der Habsburgermonarchie. Laut Martin Broszat war er ein „Ableger“ der völkischen, antisemitischen, sozialrevolutionären und antimarxistischen Deutschen Nationalsozialistischen Arbeiterpartei (DNSAP), die vorwiegend in den deutschsprachigen Gebieten der Länder der böhmischen Krone (Böhmen, Mähren, Österreichisch-Schlesien) bzw. ab 1918 der Tschechoslowakei aktiv war.
Während der 1920er-Jahre war der Verein auf die Gegend um Bielitz (Bielsko) beschränkt. Erst nach der Umbenennung in JDP begann diese 1931, Ortsgruppen im ehemals preußischen Teil der Woiwodschaft Schlesien (Ostoberschlesien) zu bilden. Ab 1934 war die JDP auch in den Woiwodschaften Posen (Großpolen) und Pommerellen tätig, zuletzt auch in Mittelpolen, Galizien und Wolhynien. Die Partei war stark von nationalsozialistischen Einflüssen aus dem Deutschen Reich geprägt und entwickelte sich zu einer einflussreichen Organisation der deutschen Minderheit. Die führenden Politiker um den Vorsitzenden Rudolf Ernst Wiesner bekämpften die klassischen Minderheitenverbände (namentlich den Deutschen Volksbund für Polnisch-Schlesien), erklärten pro forma ihre Loyalität zum polnischen Staat, arbeiteten ab 1938 de facto aber auf dessen Zerschlagung hin. 
Mitte der 1930er Jahre hatten die Jungdeutschen etwa 50.000 Mitglieder. Die meiste Unterstützung fanden sie unter der jüngeren Stadtbevölkerung und den Bauern. Ihr publizistisches Organ war die seit 1933 in Kattowitz erscheinende Tageszeitung Der Aufbruch. Parteivorsitzende waren von 1921 bis 1922 Robert Axmann, 1922 bis 1923 Karl Hofmann und 1923 bis 1939 Rudolf Wiesner.
Bis 1930 war die Partei nur lokalpolitisch tätig. In der IV. Legislaturperiode (1935–1938) des Senates wurde Rudolf Wiesner vom Staatspräsidenten als Vertreter der deutschen Staatsgruppe in den Senat berufen. Nach einem „feierlichen Schlußappell“ am 9. und 10. Dezember 1939 in Bielitz wurde die Partei geschlossen in die NSDAP übernommen.